# Zufällige Menge
Eine zufällige Menge ist eine Menge, deren Charakteristika (z. B. Größe, Gestalt, Lage) auch vom Zufall abhängen, z. B. die raum-zeitliche Entwicklung einer Epidemie, oder eines Ölteppiches auf dem Ozean. Zufällige Mengen sind auch grundlegend für die stochastische Geometrie.

## Definition
Eine zufällige Menge {\displaystyle X} ist eine mengenwertige Zufallsvariable, d. h. eine messbare Abbildung {\displaystyle X} von einem Wahrscheinlichkeitsraum {\displaystyle (\Omega ,{\mathcal {B}},P)} in einen messbaren Raum {\displaystyle (K,{\mathcal {B}}(K))}. Häufig ist {\displaystyle K} die Menge aller kompakten Teilmengen eines lokalkompakten  separablen Hausdorff-Raumes {\displaystyle M} und {\displaystyle {\mathcal {B}}(K)} die von {\displaystyle K} erzeugte Sigma-Algebra. Dann spricht man von einer zufälligen kompakten Menge, siehe z. B.

## Verteilung einer zufälligen kompakten Menge
Sei {\displaystyle X} eine zufällige kompakte Menge. Die Verteilung von {\displaystyle X} ist eindeutig festgelegt durch die Wahrscheinlichkeiten, mit denen {\displaystyle X} beliebige {\displaystyle A}'s aus {\displaystyle K} "trifft" (sog. hit-probabilities), d. h.
{\displaystyle P(X\cap A\neq \emptyset )=T(A),\quad A\in K}
{\displaystyle T(A)} ist eine vollständig alternierende Kapazität.

## Erwartungswert einer zufälligen kompakten Menge
Sei {\displaystyle X} eine zufällige kompakte Menge. Ihr Erwartungswert {\displaystyle E_{A}X} wird häufig Aumann-Erwartungswert genannt. Er ist definiert als die Menge aller Erwartungswerte von Zufallsgrößen {\displaystyle Y}, die fast sicher in {\displaystyle X} liegen, d. h.
{\displaystyle E_{A}X=\{EY:Y\in X\quad f.s.\}}.
Die {\displaystyle Y} werden auch Selektoren von {\displaystyle X} genannt. Für ein zufälliges Intervall ergibt sich z. B.
{\displaystyle E_{A}[a,b]=[Ea,Eb]}.
Der Aumann-Erwartungswert ist linear bzgl. der Minkowski-Summe {\displaystyle \oplus }, d. h.
{\displaystyle E_{A}(X_{1}\oplus X_{2})=E_{A}X_{1}\oplus E_{A}X_{2}}.